# マルチン・ラウアー
マルチン・ラウアー（Karl Martin Lauer、1937年1月2日 - 2019年10月6日）は、旧西ドイツの陸上競技選手。1960年ローマオリンピックの金メダリストである。

## 経歴
ラウアーは、1950年代に110mハードルの選手として活躍した選手である。初出場した1956年メルボルンオリンピックでは、110mハードルで4位、そして十種競技でも5位という成績を残した。当時の110mハードルは、アメリカが1948年ロンドンオリンピックから3大会連続表彰台を独占しているほど圧倒的に強かった競技である。そんな中、ラウアーは1959年7月7日に、13.2秒の世界新記録を樹立した。同年には第1回のアスリート・オブ・ザ・イヤーに輝いている。
ラウアーは、1960年ローマオリンピックに出場する。当初は110mハードルと十種競技にエントリーしていたが、足首の故障のため十種競技は出場を回避した。万全な状態でない中、ラウアーは110mハードルで前回に引き続きアメリカ勢3人についで4位に終わる。しかし、この大会では4×100mリレーにも出場。ベルント・クルマン、アルミン・ハリー、ヴァルター・マーレンドルフとともに、39.5秒の世界新記録で金メダルを獲得した。
しかし、金メダリストとなった彼の身に不幸が降りかかる。帰国後、ミュンヘンで骨膜炎の治療中に医者から打たれた注射の中に十分に殺菌されていないものが混ざっていたことから中毒を起こし、彼は足を切断せざるをえなくなる。さらに、1年間の入院中、彼を見舞いに来た恋人を交通事故により失うという悲劇も重なった。
病院を退院後は、大学に復学。卒業後は原子力技術者として活躍した。そのほかにも、カントリーシンガー、ジャーナリストなどの経歴も持っていた。
2019年10月6日、死去。82歳没。

## 主な実績
| 年   | 大会                 | 場所                         | 種目         | 結果 | 記録   |
| ---- | -------------------- | ---------------------------- | ------------ | ---- | ------ |
| 1956 | オリンピック         | メルボルン(オーストラリア)   | 110mハードル | 4位  | 14.5秒 |
| 1956 | オリンピック         | メルボルン(オーストラリア)   | 十種競技     | 5位  | 6853pt |
| 1958 | ヨーロッパ陸上選手権 | ストックホルム(スウェーデン) | 110mハードル | 1位  | 13.7秒 |
| 1960 | オリンピック         | ローマ(イタリア)             | 110mハードル | 4位  | 14.0秒 |
| 1960 | オリンピック         | ローマ(イタリア)             | 4×100mリレー | 1位  | 39.5秒 |